# Blabbermouth.net
Blabbermouth.net est un site web spécialisé dans les articles basés sur le heavy metal et le hard rock, ainsi que dans les critiques musicaux et vidéos. Blabbermouth.net a été fondé et est dirigé par Borivoj Krgin. La première version du site est officiellement lancée en mars 2001. En octobre 2001, le design du site est complètement revu par le label discographique Roadrunner Records. Les internautes ont la possibilité de poster des commentaires sur les articles et critiques, que ce soit en réponse à d'autres commentaires ou aux articles du site.

## Histoire
Le fondateur Borivoj Krgin eut l'idée du concept de Blabbermouth en janvier 2000. Robert Kampf, un ami de Krgin travaillant chez Century Media Records, reste en compagnie de Krgin à New York et d'organiser un meeting avec Gunter Ford de World Management. Pendant ce meeting, Ford suggère la création d'un « portail de heavy metal », un site qui offrirait de nouveaux articles, des marchandises, et des critiques pour aider les ventes des labels. Ford voulait que Kampf s'implique dans le projet. Krgin désapprouve cette idée et suggère à la place un site d'actualité. Krgin cherche à développer son propre site deux mois après le meeting. Selon ses propres termes, Krgin a passé la majeure partie de son temps à développer son site, supposément en manque de sommeil. La version initiale d'essai du site est lancée le 3 mars 2001. En octobre la même année, Monte Conner (en), un ami de Krgin et A&R chez Roadrunner Records suggère à Krgin la gestion du site par les serveurs de Roadrunner. De cette manière, Krgin pouvait mieux se concentrer sur le contenu de Blabbermouth.net plutôt que ses aspects techniques. En février 2011, le site ajoute un lien Shop.

## Accueil
Blabbermouth.net a été négativement critiqué par les musiciens et des officiels de l'industrie musicale à cause de messages dérogatoires de la part des utilisateurs et des articles n'ayant rien à voir avec le heavy metal ou le hard rock. Krgin explique qu'il postait des articles humoristiques dans le but d'attirer les commentaires des lecteurs, notamment. En septembre 2006, Krgin note un nettoyage effectué dans les commentaires sur Blabbermouth.net et d'avoir adopté des règles de conduites chez les utilisateurs. Avant ça, selon l'auteur, des « commentaires homophobes, racistes, de menace et autres » avaient été postés dans les commentaires depuis le début de l'année 2002.